# 柴春
柴春（1963年2月—），男性，汉族，中共党员，甘肃庆城人，中华人民共和国政治人物。曾任中共庆阳市委常委、政法委书记。

## 生平
1963年2月，柴春出生于甘肃省慶陽專區庆阳县卅铺镇韩湾村。1982年参加工作，此后一直在庆阳市担任公职，曾任庆阳县玄马乡党委副书记、马岭镇镇长等职，2001年8月24日出任正宁县人民政府副县长，2005年5月调任中共宁县党委常委、县政府常务副县长。2009年2月，升任中共合水县委副书记、县人民政府县长，随即升任中共合水县委书记。2015年5月，转任中共环县县委书记，在任期间，因为表现优异，获中共中央组织部授予“全国优秀县委书记”荣誉称号。
2017年5月26日，甘肃省第十三次党代表大会选举柴春为中共十九大代表。2020年，升任中共庆阳市委常委，随即兼任同市党委政法委员会书记，2021年9月27日，他不再担任中共庆阳市委常委、政法委员会书记。